# Burg Grenchen
Die Burg Grenchen, auch Bettleschloss genannt, wurde um das Jahr 1000 oberhalb der heutigen Gemeinden Grenchen und Bettlach im heutigen Kanton Solothurn gegründet und gehört zu den frühen Rodungsburgen im Jura in der Schweiz.

## Geschichte
Am Anfang bestand die Höhenburg aus einer Holzburg und einer Wallanlage, erst um das Jahr 1150 wurde sie von ihren Besitzern, den Freiherren von Grenchen, neu als Steinburg mit einem Wohnturm und mehreren Anbauten errichtet. Die Hauptburg befindet sich auf der Schlossfluh, die Untere Burg auf der Hofacherfluh. Bis zum Jahr 1200 wurden die Anbauten vergrössert und ein Backofen eingebaut. Die Burg war bis ins frühe 14. Jahrhundert bewohnt.
Als in Grenchen ein Gefängnisturm gebaut werden musste, gab im Jahr 1583 der Solothurner Rat die Ruine der Burg für diesen Zweck als Steinbruch frei.
Im Jahr 1930 entdeckte Germann Leimer von Bettlach auf der Burg einen Schatz aus dem 14. Jahrhundert. Der Fund enthielt 300 Silberschrötlinge (Vorfabrikate für Münzen), einige Münzen, einen kleinen Silberbarren und einen Eisenbarren.
In den Jahren 1959 und 1961 hat die Museumsgesellschaft Grenchen die archäologische Untersuchung der Burg veranlasst. Das Gemäuer der Ruine wurde nach den Ausgrabungen restauriert und konserviert. Die Funde der Grabungen und ein Modell der Burg sind seitdem im Kultur-Historischen Museum Grenchen ausgestellt.
Im Jahr 2011 haben der Historische Verein Bettlach und die Museumsgesellschaft Grenchen einen Aktionstag Burg Grenchen – Bettleschloss durchgeführt. Die Ruine wurde von der wuchernden Vegetation befreit, die Mauern wurden repariert und der Burgzugang erneuert.